# Пещерен лъв
Пещерният лъв (Panthera leo spelaea), известен още като европейски, евразийски и балкански пещерен лъв, е сред изчезналите представители на семейство Коткови. Бил е разпространен в цяла Европа и Азия, включително в Сибир и Далечния изток. Живеел е в по-големи пещери в степните, полупустинни и почти безводни южни райони. Предполага се, че пещерният лъв е продължил да съществува от края на плейстоцена (370 000 г. пр.н.е.) до 1 век от новата ера в днешните България и Гърция.
Размерите и теглото на пещерния лъв са били наистина впечатляващи: дължината на тялото му е била 2,5 - 3,5 m, а теглото му е било между 270 и 365 кг. Лъвицата е била значително по-дребна – с приблизително тегло само около 175 кг. Пещерният лъв е бил по-голям от сибирския тигър, саблезъбия тигър, американския лъв и европейският лъв (съществувал до 10 в. пр.н.е. в България и Европа), но е отстъпвал по ръст и тегло на най-големия си съперник – пещерната мечка. Хранел се е с турове, глигани, диви коне, елени, зубри, тарпани, козирози и други тревопасни животни.
Открит е през деветнадесети век, като преди това е стоял по-близо до съвременните видове с подобни размери, а именно на тигрите и лъвовете. При описанието на вида на черепа Gailenreuth, Георг Август Голдфус определя, че е различен от съвременните таксони. Понастоящем се счита за отделен подвид, но с достатъчно характерни особености за да оправдае своята едностранчива привързаност към вида на лъвовете. Това е пряк предшественик на съвременния лъв. Пещерният лъв се е отличавал от настоящите лъвове с по-къса муцуна, малки уши, по-гъста и тъмна козина и е бил много по-голям. Смята се, че най-големите мъжки екземпляри са били по-големи и по-тежки от тигрите, а именно 1,20 - 1,50 м. височина до рамото, 4,5 - 5,0 м. дължина и с тегло до 400 - 500 кг.
Учените откриват още, че пещерният лъв е дивергирал от общия предшественик, който е делял със съвременния лъв преди около 1,85 милиона години преди да се отделят два подвида преди около половин милион години.
Единият от тези подвидове живее в Европа, а другият, познат като берингов пещерен лъв живее в Северна Азия, Аляска, Юконската територия и ивицата суша, която е свързвала Северна Евразия и Америка.
Смята се, че пещерният лъв е малко по-голям от съвременния. Пещерното изкуство от онова време предполага, че видът може би не е имал грива. Изглежда между двата подвида е имало физически и поведенчески разлики. Анализът на черепите и челюстите на индивидите показва, че беринговият пещерен лъв е бил значително по-малък от европейския. Основавайки се на предишни изследвания за диетата на пещерните лъвове, учените предполагат и че беринговият пещерен лъв по-скоро е ловувал бизони и коне, докато европейският - елени.
През август 2021 в Сибир е открито запазено замръзнало малко на пещерен лъв. 